# ده بر أفتاب العليا (سررود الشمالي)
ده بر أفتاب العلیا (بالفارسية: ده برآفتآب علیا) هي قرية تقع في إيران في قسم سررود الشمالي الريفي. يقدر عدد سكانها بـ 1,113 نسمة .